# 少女峰山坳
少女峰山坳（瑞士標準德語發音：[ˈjʊŋfraʊˌjɔx]），又译永弗劳约赫，是阿尔卑斯山脉少女峰与僧侣峰之间的山坳，海拔3,466（11,371英尺）。位于瑞士伯尔尼州和瓦莱州的边界，因特拉肯与菲施的中间。此处是阿莱奇冰川的顶端，属于少女峰-阿萊奇自然保護區。

## 登山鐵路
少女峰鐵路（Jungfraubahn）電車採用Strub齒軌鐵路，全長約7公里，最大坡度高達25%，由瑞士鐵道工程師阿道夫·圭尔-策勒（Adolf Guyer Zeller）設計，於1896年動工，施工歷時長達16年，才於1912年通車。它有四分之三左右的路段是在冰河底下隧道岩壁裡通過，工程十分艱鉅。

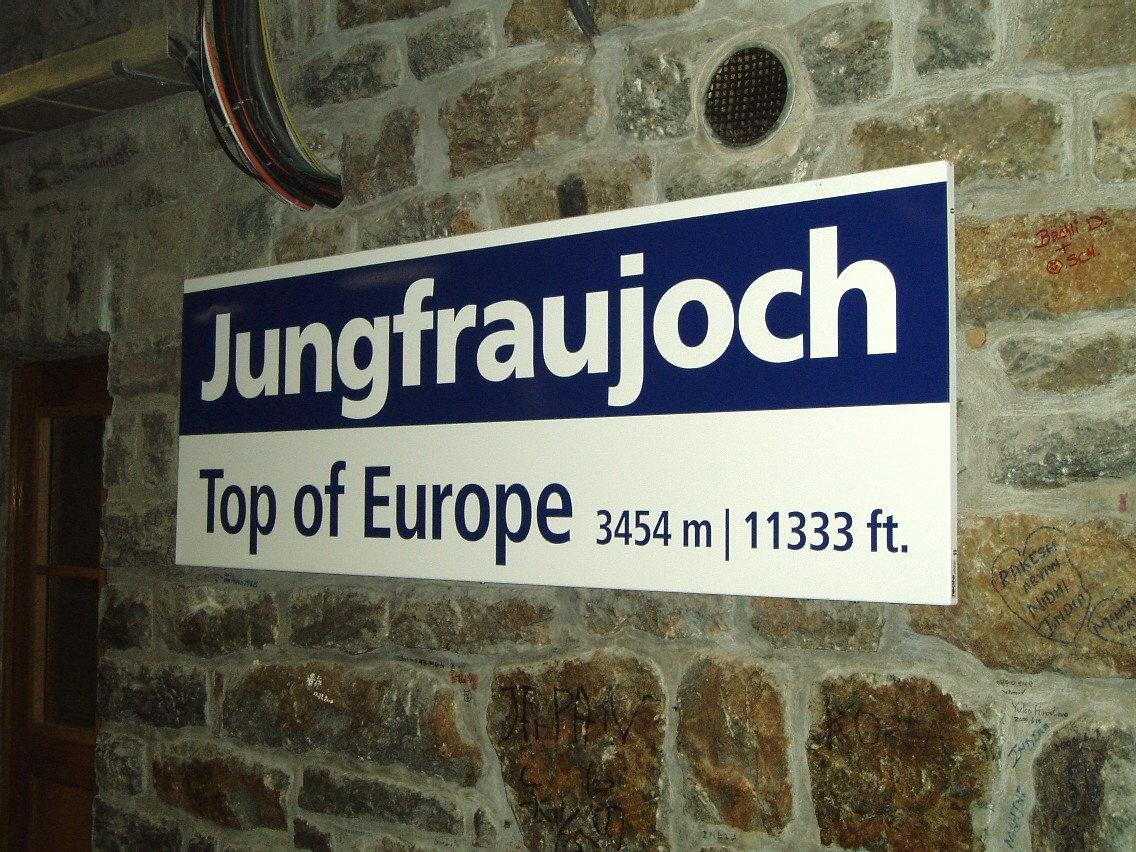
少女峰山坳站

因特拉肯（Interlaken）及劳特布伦嫩（Lauterbrunnen）為登少女峰必經之處，很多遊人多以此兩地為登山之基地。火車從海拔2061公尺的小沙伊代格站出發，這裡是遠望少女峰的重要景點之一，火車沿線可以看到艾格峰的冰河。當火車到了艾格冰川（Eigergletscher）這一站，海拔2320公尺，火車剛好正在三大名峰的正中央艾格峰下，火車停留一會兒就開進隧道裡，於堅固的花崗岩內的隧道長7公里，之後長達四分之三的路段都在山裡面。
火車在隧道裡停車。中途有兩個車站，一個是艾格石壁（Eigerwand），另一個是海拔3160公尺高的冰海站（Eismeer），兩個車站都會停留約五分鐘，在短暫的停車時刻，可以去觸摸隧道的裸岩石壁，體驗這段工程的艱辛。車站裡面有一大片玻璃觀景窗，看出去正是艾格峰冰河的遼闊視野，最令人驚嘆的冰海景觀。
火車終站為少女峰山坳站，全歐洲海拔最高的火車站，海拔3454米。下車處有一塊「Top of Europe」的立牌，吸引許多人在此地拍照。
由小沙伊代格站至少女峰山坳站，旅程約需50分鐘，包括停留在艾格石壁和冰海站（Eismeer）。下坡回程只約需35分鐘。
登山鐵路的路程是環形，路線参考如下：
（登山）因特拉肯東站（Interlaken Ost）↗ 劳特布伦嫩（Lauterbrunnen）↗ 小沙伊代格（Kleine Scheidegg）↗ 少女峰山坳站（Jungfraujoch）↘（下山）格林德尔瓦尔德（Grindelwald）↘ 茵特拉肯東站（Interlaken Ost）

## 少女峰山坳上的設施
- 冰皇宮
- 冰雪之路
- 史芬克斯觀景平台
- 在覆有永恆之雪的冰原上享受健行樂趣
- 「歐洲之巔」（Top of Europe）冰河餐廳
- 夏季滑雪與各式雪上運動樂園
- 哈士奇雪橇犬拉雪橇（夏季活動）
- 夏日探險魅力行程
- 「認識阿爾卑斯山」展覽

少女峰山坳站内附設餐廳、郵局、硏究站、電影院、商店等。亦有隧道通往戶外，供走到外面的冰原及遠眺歐洲最長的阿萊奇冰川（Great Aletsch Glacier）。
遊人可乘搭升降機直上海拔3571米的斯芬克斯天文台是觀景大廳與平台，是全歐洲最高的天文台，但氣象站是不對外開放。
在晴空萬里的時候，更可遠眺至德國的黑森林及法國的孚日山。而長達22公里的阿萊奇冰川，便是以少女峰山坳為起點。

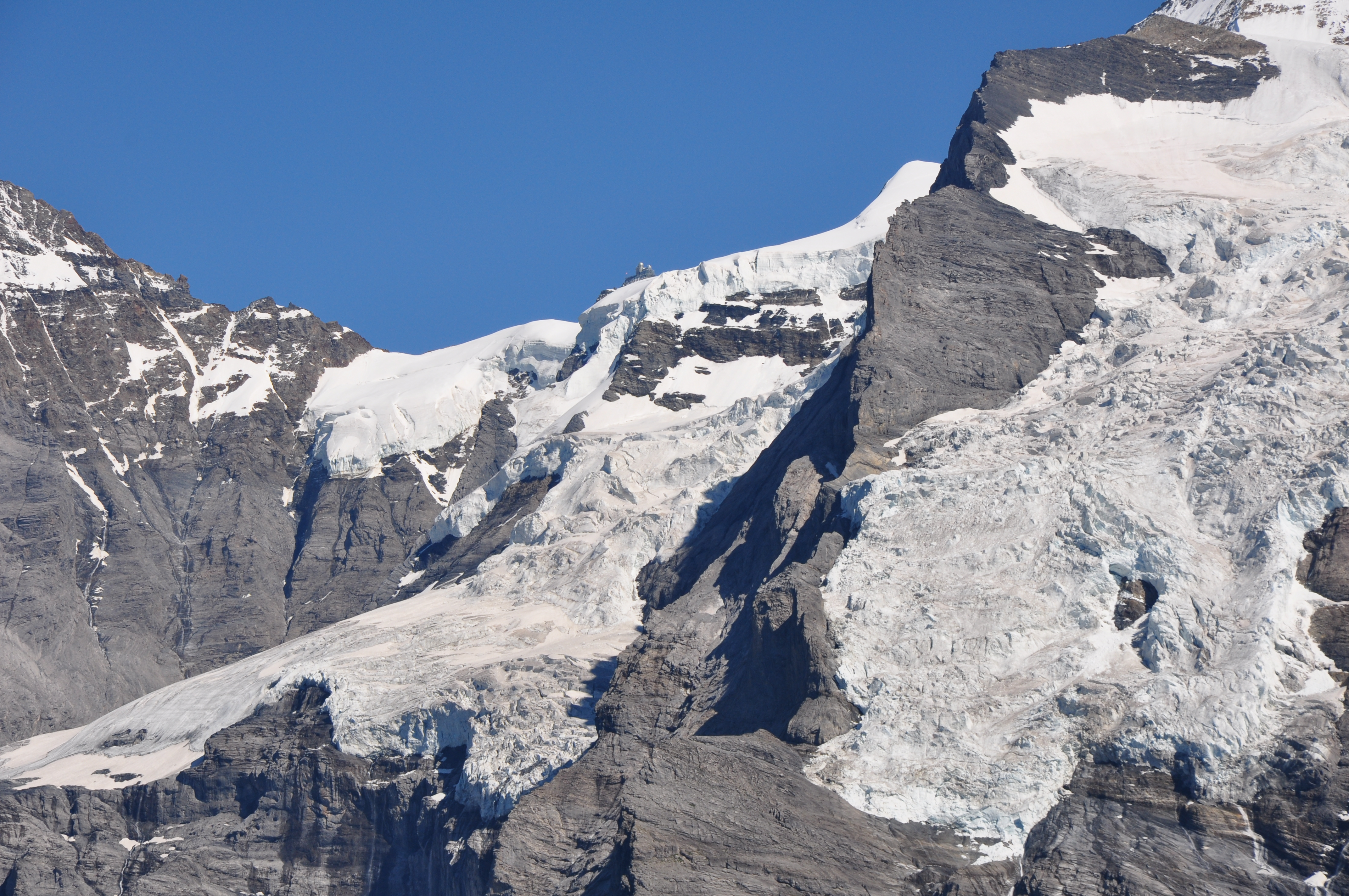

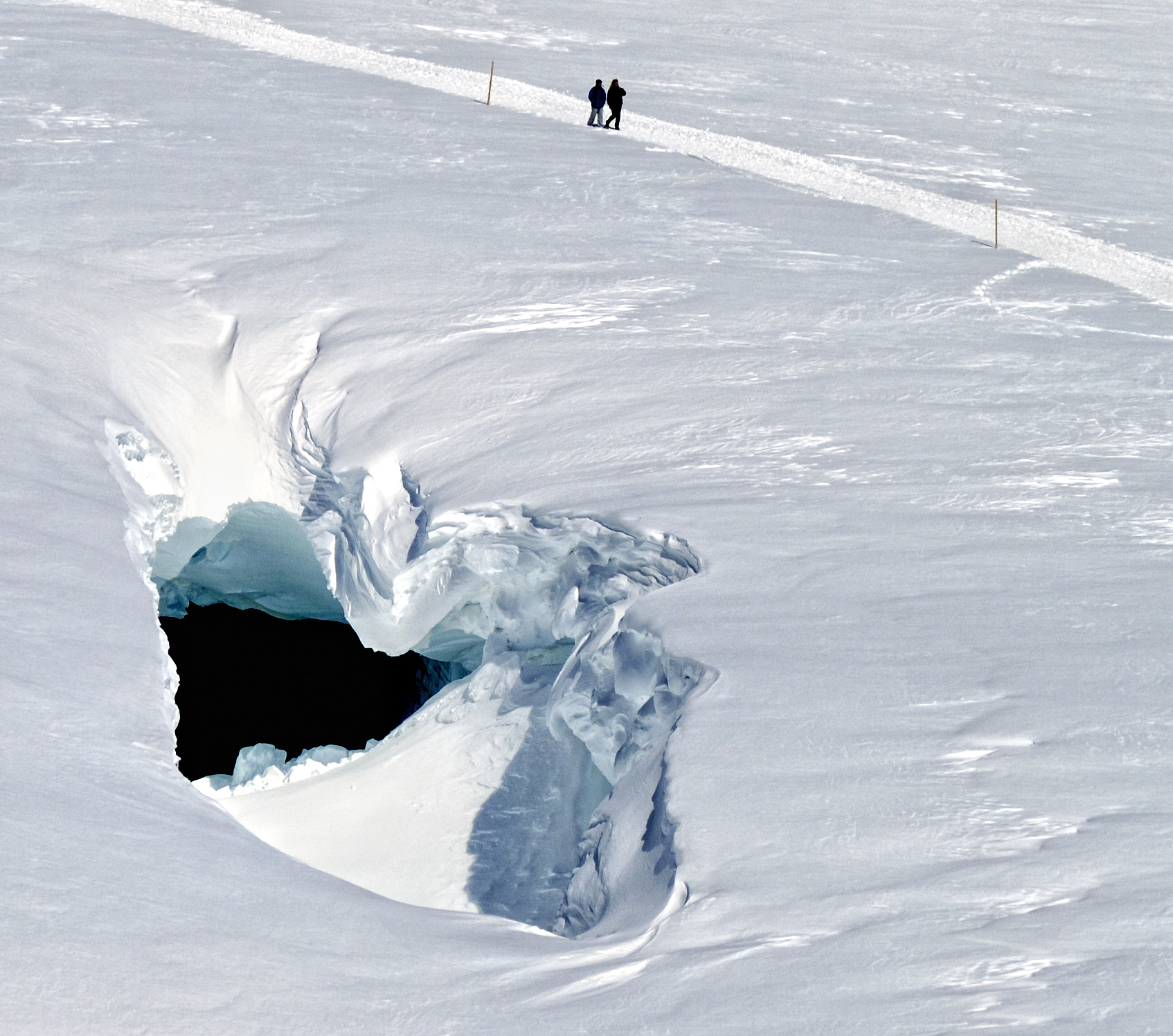

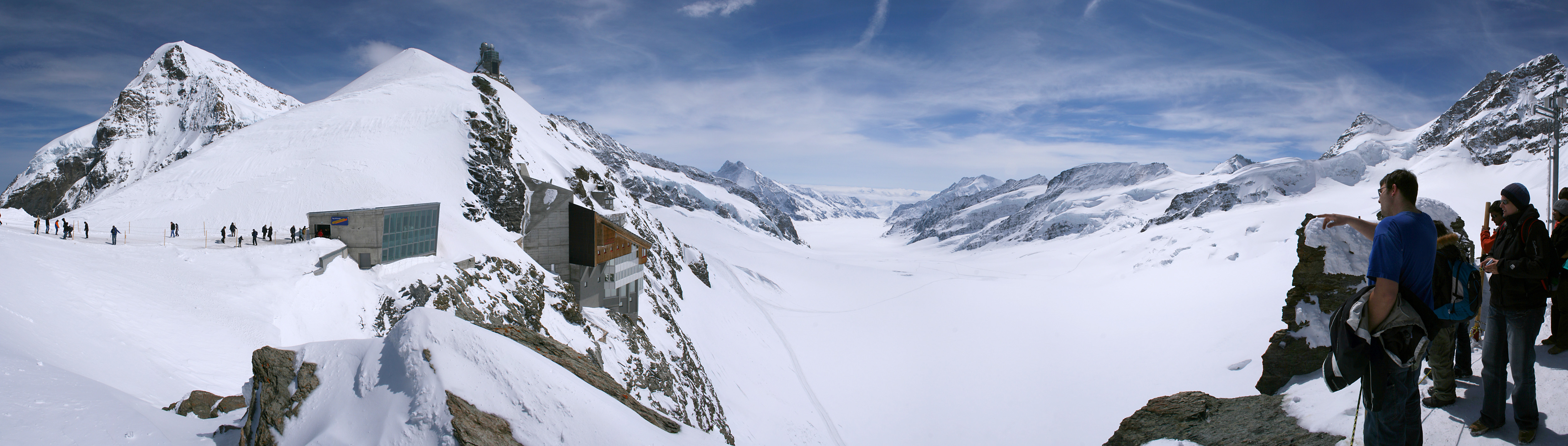

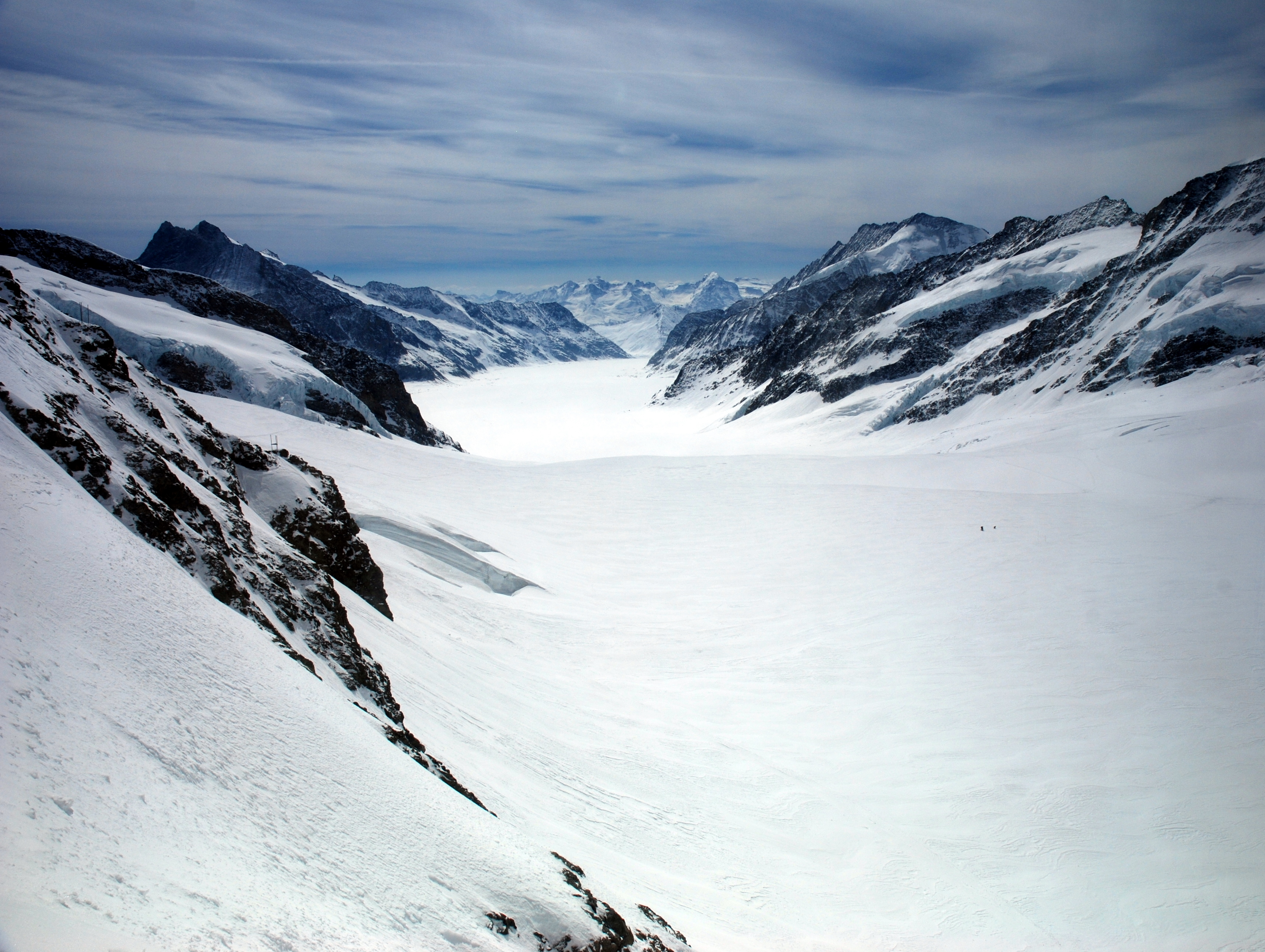
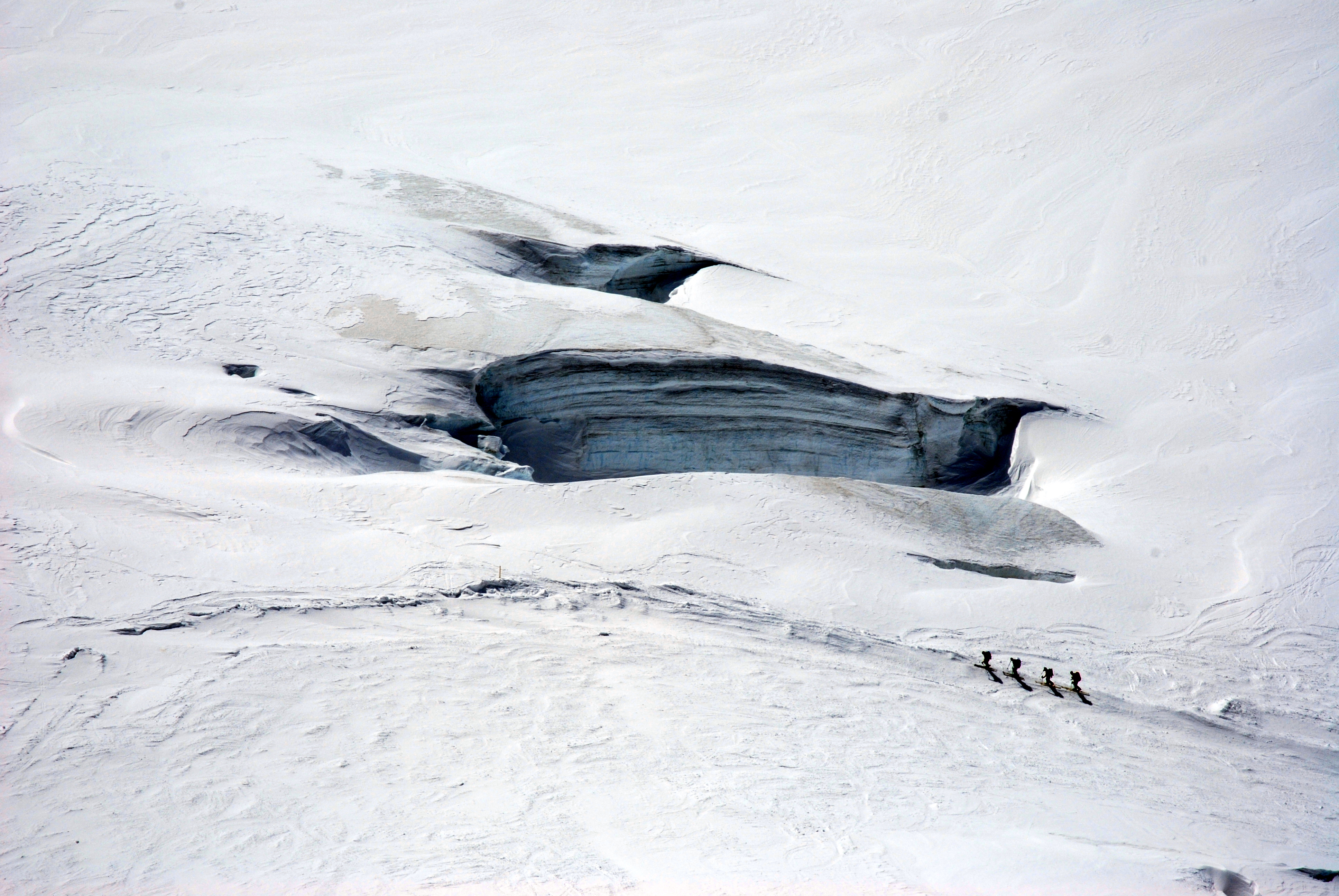
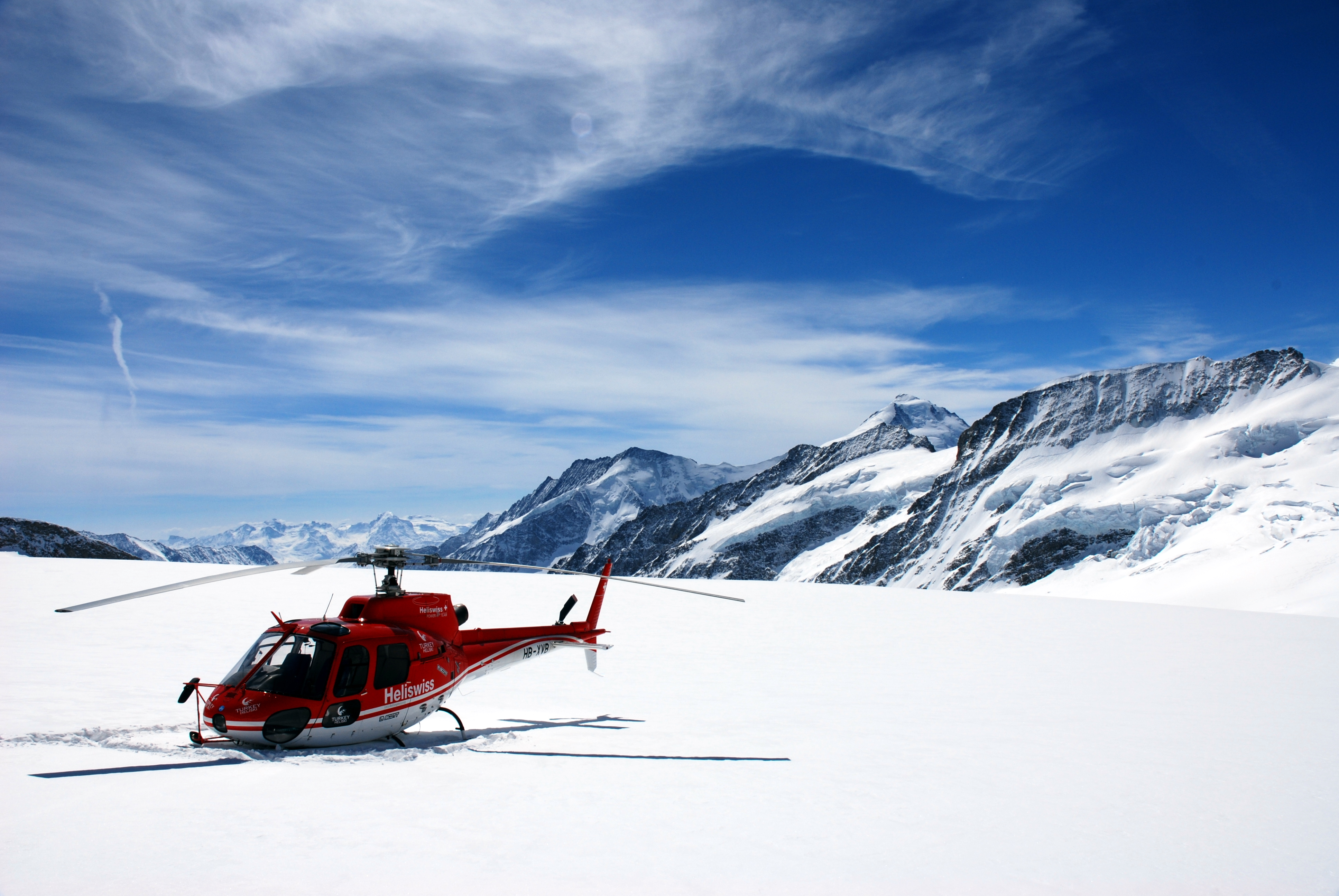